# La Fatarella
La Fatarella település Spanyolországban, Tarragona tartományban. La Fatarella Riba-roja d'Ebre, Ascó, Móra d’Ebre, Corbera d'Ebre és Vilalba dels Arcs községekkel határos. Lakosainak száma 852 fő (2024).

## Népesség
A település népessége az elmúlt években az alábbi módon változott:
| Lakosok száma | 297  | 2289 | 2007 | 1773 | 1432 | 1180 | 1130 | 1051 | 941  | 852  |
|               | 1717 | 1900 | 1940 | 1960 | 1986 | 2005 | 2010 | 2014 | 2019 | 2024 |